# Fausto Dotti
Fausto Dotti (Brescia, Llombardia, 7 de juny de 1968) és un ciclista italià, que fou professional entre 1993 i 2002. Dels seus resultats destaca la victòria al Giro d'Oro i la victòria d'etapa a la Setmana Catalana.

## Palmarès
- 1992
  - 1r al Giro d'Oro
- 1995
  - Vencedor d'una etapa a la Setmana Catalana

### Resultats al Tour de França
- 1995. Abandona (6à etapa)

### Resultats al Giro d'Itàlia
- 1994. 90è de la classificació general
- 1996. 32è de la classificació general
- 1997. 54è de la classificació general
- 1999. 53è de la classificació general

### Resultats a la Volta a Espanya
- 1994. 98è de la classificació general